# Bigglesův malajský případ
Bigglesův malajský případ (v originále: Biggles Delivers the Goods) je jedna z dobrodružných knih o Bigglesovi od autora W. E. Johnse z roku 1946. V Česku byla vydána nakladatelstvím Toužimský & Moravec v Praze v roce 1995.

## Děj
Velitel 666. letky James Bigglesworth byl generálem Raymondem pověřen, aby zorganizoval akci, během níž měl odvézt 5 tisíc tun kaučuku z ostrova Mergui Archipelago (Sloní ostrov) poblíž Malajsie. Toto množství kaučuku potají skladovali a chránili Číňané spolu s domorodci, kterým velel jistý pirát jménem Li Chi (s nímž se Biggles mimochodem už jednou setkal, viz Biggles letí kolem světa). Oblast totiž z velké části obklopovala japonská vojska vedená admirálem Tamashou, proti kterému Li Chi společně se svými lidmi tvrdě bojoval.
Po přistání na ostrově se Biggles rozhodl, že daný kaučuk odsud převeze letecky, a nechal proto vybudovat na jezeře dřevěnou přistávací plochu, kterou schovali díky modrému nátěru. Ze začátku jim akci zkomplikoval jeden domorodec jménem Pamboo, který tajně pracoval pro Japonce a po zahlédnutí Bigglesova přítele Gingera z ostrova utekl, aby podal informace Tamashovi. Biggles se proto s Gingrem, Li Chim a Ayertem (Li Chiho nejzkušenější válečník) rozhodl co nejrychleji navštívit jistého majora Marlinga, který bydlel se svými muži v Shansii poblíže ostrova, mezitím co Algy s Bertiem se starali o leteckou spojku s Indií, kde čekali piloti nákladních letadel na rozkaz ke vzletu. Z pouhé návštěvy se rázem stala bitva s Japonci, ve které zvítězili a zachránili Marlinga od jisté smrti. Ukořistili japonský člun jménem Lotos a vydali se zpět na ostrov. Později dokázali ukořistit i japonské zásobovací plavidlo jménem Sumatran, který Biggles chtěl použít na převezení části kaučuku.
Mezitím se ale dozvěděl smutnou zprávu, že byl Algy zajat Japonci a hned byl převezen do města Viktoria Point k výslechu. Tam se potkal ve vězení s Marlingem, kterého po Bigglesově odjezdu zajali. Na Sloním ostrově mezitím začaly přistávat Liberátory (Consolidated Liberator) a začaly odvážet kaučuk, zatímco Sumatran, jemuž velel Li Chi, byl se svým nákladem kaučuku už na cestě do Indie.
Biggles společně s Gingrem provedli poté bombový nálet do Shansie, kde zneškodnili japonská letadla a Ginger poté s hydroplánem zachránil z moře zraněné bojovníky Melonga a Lallu, kterých si všimli při zpátečním letu. Melong později zraněním podlehl. Ještě té noci provedli přepadení Viktoria Pointu a zachránili Algyho a Marlinga. Při návratu na Sloní ostrov potkali Li Chiho, o kterém si mysleli, že byl také zajat Japonci, on však jim pověděl, že se setkal s parníkem Lochavon Castle, který převážel kaučuk do Anglie. Major Marling se vrátil zpět do Shansie a Bigglesovu partu na Sloním ostrově poctil svou návštěvou generál Raymond. Poté už jen z vrcholu kopce sledovali, jak americké bombardéry likvidují zbylé křižníky Tamashovy flotily, a Bigglesova skupina poté s klidem mohla odvézt zbytek kaučuku z ostrova.

## Hlavní postavy
Piloti
- James "Biggles" Bigglesworth
- Algernon "Algy" Lacey
- Ginger Hebblethwaite
- Bertram "Bertie" Lissie
- Tug Carrington
- Henry Hartcourt
- Tex O'Hara
- George "Vztekloun" Ferris
- Angus Mackail
- Taffy Hughes
- John Crisp
- generál Raymond

Bojovníci
- Li Chi
- Ayert
- Melong
- major Marling
- Princ Lalla (Marlingův syn)
- Tapil (Melongův syn, byl popraven po zajetí Algyho)

Protivníci
- admirál Tamashoa (zahynul na potopeném křižníku)
- Pamboo (byl zabit při výpadu ve Viktoria Point)

## Letadla
- Consolidated Liberator
- P-38 Lightning
- B-17 Flying Fortress.
- Bristol Beaufighter
- Grumman G-44 Widgeon
- Micubiši A6M
- Kawanishi 94